# Anastasia (film, 1956)
Pour les articles homonymes, voir Anastasia.
Pour plus de détails, voir Fiche technique et Distribution.
Anastasia est un film américain réalisé par Anatole Litvak et sorti en 1956.

## Synopsis
Paris, 1928. Russes blancs exilés, le général Bounine et ses complices Chernov et Petrovin projettent de récupérer par tous les moyens la fortune du tsar Nicolas II, bloquée hors de la Russie après l’exécution du souverain et de sa famille par les Bolcheviks, dix ans plus tôt. Comme des rumeurs circulent que la plus jeune de ses filles, la grande-duchesse Anastasia, aurait été épargnée et vivrait sous une identité d’emprunt, ils décident de trouver une jeune fille lui ressemblant afin de la faire passer pour elle. C’est alors que le jour de la Pâque russe, ils empêchent une inconnue de se suicider en sautant d’un quai de la Seine, devant le pont Alexandre-III. Amnésique et vaguement ressemblante aux descriptions faites d’Anastasia, la jeune femme nommée Anna Koreff hésite, puis se laisse persuader par Bounine. Elle apprend son rôle d’héritière avec zèle, puis est présentée aux membres de la famille impériale russe, exilés eux aussi à Paris.

## Commentaires
Le film, adapté de la pièce de Marcelle Maurette, est librement inspiré de faits réels. Il retrace en partie l’histoire d'Anna Anderson, une jeune femme découverte à Berlin alors qu’elle allait se suicider, et internée dans un asile. C’est là qu’elle prétendit être la grande-duchesse Anastasia. S’ensuivit une très longue polémique sur son identité.

## Fiche technique
- Titre : Anastasia
- Réalisation : Anatole Litvak
- Production : Buddy Adler
- Scénario : Guy Bolton et Arthur Laurents, adaptation de la pièce Anastasia de  Marcelle Maurette
- Photographie : Jack Hildyard Cinemascope technicolor
- Chef-opérateur : Jack Hildyard
- Musique : Alfred Newman
- Costumes : René Hubert
- Montage : Bert Bates
- Distribution : Twentieth Century Fox
- Pays d'origine :  États-Unis
- Langue : anglais / français
- Genre : histoire, drame
- Durée : 105 minutes
- Dates de sortie :
  -  États-Unis : 13 décembre 1956
  -  France : 1957
- Affiche : Enzo Nistri (Italie)

## Distribution
- Ingrid Bergman (VF : Claire Guibert) : Anna Koreff / la grande-duchesse Anastasia Nikolaevna
- Yul Brynner  (VF : Claude Péran) : le général Sergueï Pavlovitch Bounine
- Akim Tamiroff  (VF : Serge Nadaud) : Boris Andreïevitch Tchernov, le "banquier"
- Sacha Pitoeff : Piotr Ivanovitch Pétrovine, ancien séminariste
- Helen Hayes  (VF : Germaine Kerjean) : l'impératrice douairière Maria Fedorovna
- Martita Hunt  (VF : Hélène Tossy) : la baronne Elena von Livenbaum
- Ivan Desny : le prince Paul von Haraldberg
- Felix Aylmer : Ivan Vassilievitch, le chambellan
- Natalie Schafer  (VF : Lita Recio) : Irina Lissemskaia
- Grégoire Gromoff : Stépan
- Karel Stepanek : Mikhaïl Vlados
- Ina De La Haye (en) : Marusia
- Katherine Kath : Maxime
- Henri Vidon (non crédité) : le prince Bolkonoski
- Olga Valery (non créditée) : la comtesse Baranova
- Tutte Lemkow (non crédité) : un danseur
- Tamara Shayne (non créditée) : Zenia

## Récompenses et distinctions
- Ingrid Bergman remporta l'Oscar de la meilleure actrice 1957. Alfred Newman fut nommé dans la catégorie Meilleure musique de film, mais la récompense revint à Victor Young pour  Le Tour du monde en quatre-vingts jours .